# 埃南
埃南（法語：Esnans，法語發音：[enɑ̃]）是法国杜省的一个市镇，属于贝桑松区。

## 地理
埃南（47°20'20"N, 6°19'28"E）面积3.72 平方千米，位于法国勃艮第-弗朗什-孔泰大區杜省，该省份为法国东部内陆省份，北起上索恩省，西接汝拉省，东部及东南部与瑞士接壤，东北部与贝尔福地区省接壤。
与埃南接壤的市镇（或旧市镇、城区）包括：博姆莱达姆、乌涅-杜沃、锡耶布莱丰、布勒蒂涅圣母村。

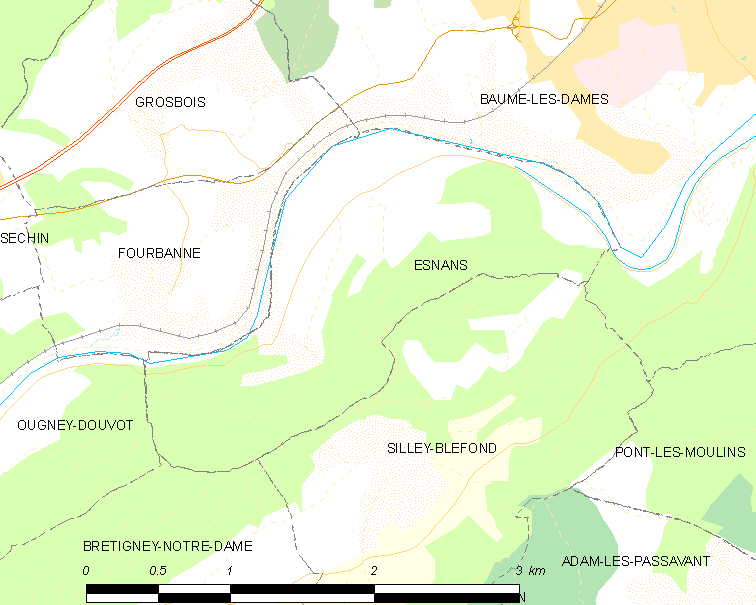
埃南的OSM定位图

埃南的时区为UTC+01:00、UTC+02:00（夏令时）。

## 行政
埃南的邮政编码为25110，INSEE市镇编码为25221。

## 政治
埃南所属的省级选区为博姆莱达姆县。

## 人口

1962-2008年间埃南人口变化图示

埃南于2022年1月1日时的人口数量为65人。